# Dmitri Jegorowitsch Benardaki

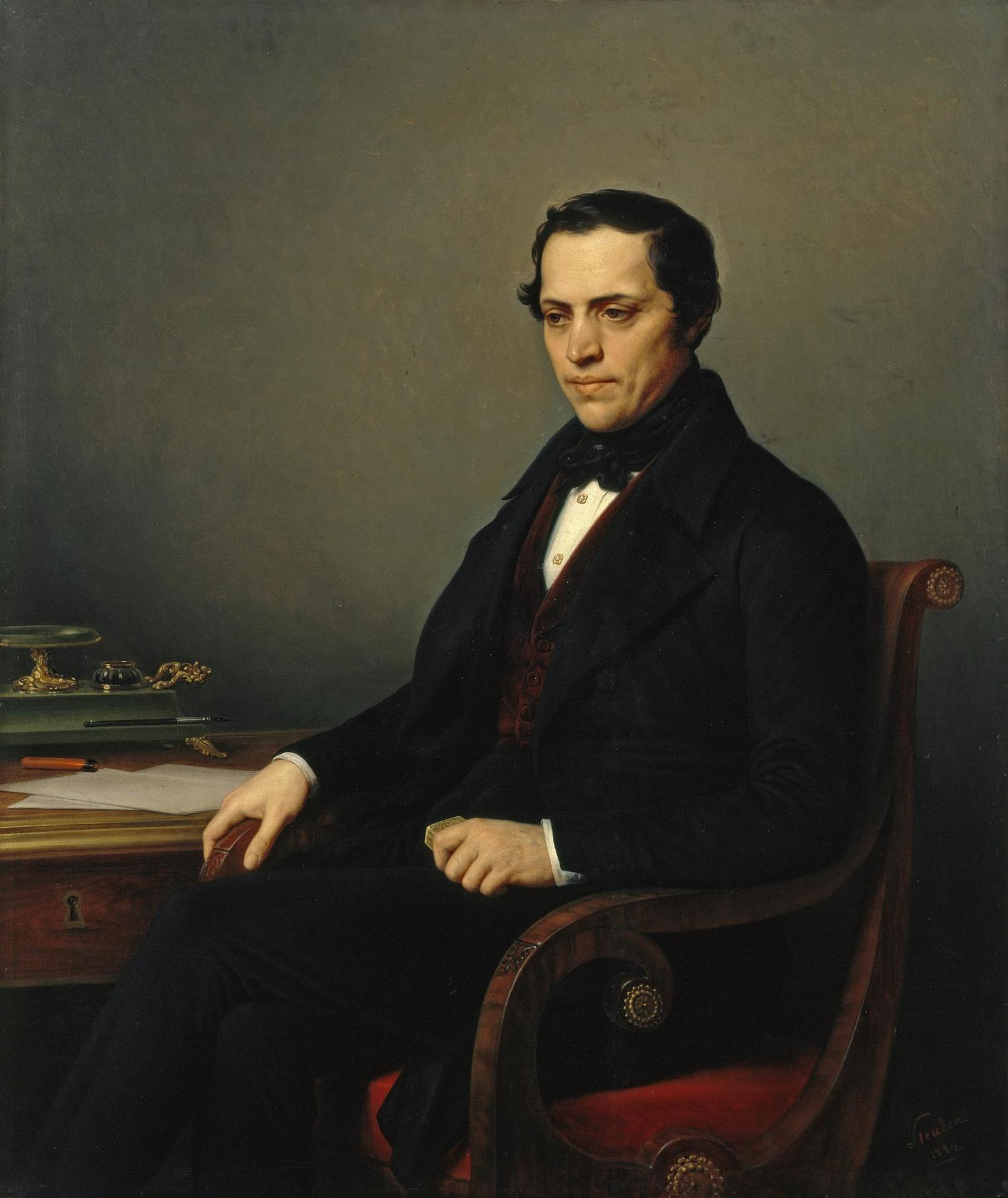
Dmitri Jegorowitsch Benardaki (Carl von Steuben, 1844, Eremitage)

Dmitri Jegorowitsch Benardaki (russisch Дмитрий Егорович Бенардаки; * 1799 in Taganrog; † 16. Maijul. / 28. Mai 1870greg. in Wiesbaden) war ein russischer Unternehmer und Mäzen.

## Leben
Benardaki stammte aus einer krimgriechischen Familie. Sein Vater Georgi Nikiforowitsch Benardaki war Mitschman und Kommandeur einer Kreuzer-Brigantine im Russisch-Österreichischen Türkenkrieg (1787–1792). Benardaki besuchte ab 1807 das Jungengymnasium in Taganrog. Im Oktober 1819 trat er als Junker in das Achtyrski-Husaren-Regiment ein und wurde im April 1820 Kornett. Im Januar 1823 wurde er aufgrund häuslicher Umstände als Porutschik aus dem Dienst entlassen.
Als Benardaki ein kleines Kapital geerbt hatte, gründete er ein eigenes Unternehmen. In St. Petersburg gewann er bei der Auktion der Wein-Steuerpacht, worauf er ein bedeutender Wein-Steuerpächter im europäischen Russland und in Sibirien wurde.

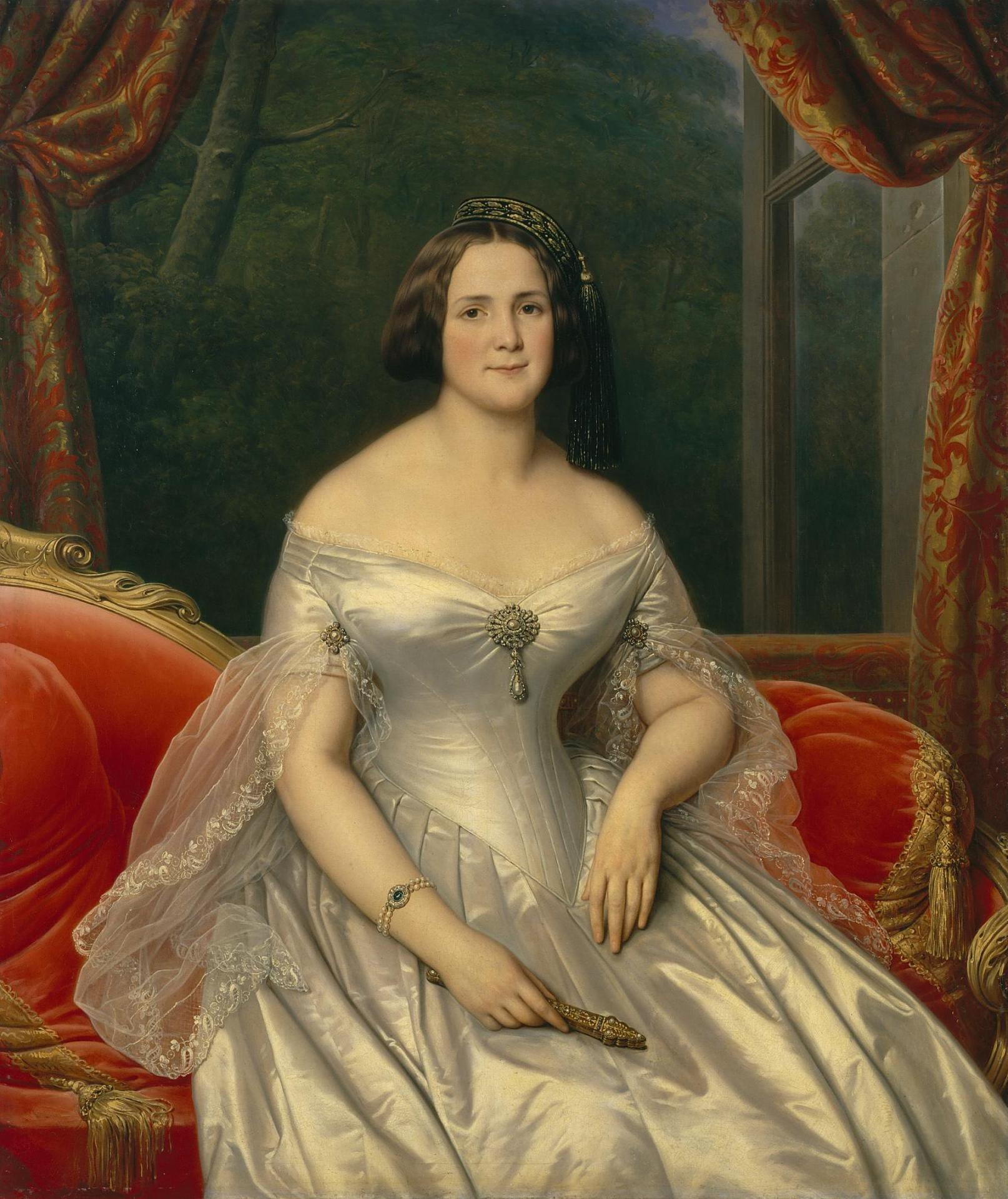
Anna Benardaki (Carl von Steuben, 1844, Eremitage)

1824 heiratete Benardaki die Nischyner Griechin Anna Jegorowna Kapuri (1807–1846), mit der er drei Söhne und fünf Töchter bekam. Ende der 1830er Jahre ließ sich die Familie in St. Petersburg nieder.
Im März 1849 gründete Benardaki in St. Petersburg die Nischni Nowgoroder-Maschinenfabrik- und Wolga-Schlepper- und Frachtschiffahrt-Gesellschaft. Er kaufte von den Erben des Industriellen Iwan Petrowitsch Ossokin drei Hüttenwerke in Baschkirien. 1852 errichtete er eine Maschinenfabrik in Kasan, die später  eine Alafusow-Fabrik wurde. Im Ujesd Belebei besaß er Land mit 8 Dörfern.
1858 gründete Benardaki zusammen mit dem St. Petersburger Kaufmann der 1. Gilde Wassili Nikititsch Rukawischnikow (1811–1883) die Amur-Gesellschaft, die erstmals in der Oblast Amur Gold gewann. Er organisierte eine eigene Goldbergbaugesellschaft am oberen Amur, die bis zur Oktoberrevolution existierte. Auf dem Baikalsee fuhren seine Dampfschiffe Graf Murawjow-Amurski und Dmitri Benardaki. Er begründete die Dampfschifffahrt auf der Wolga und den Flüssen Sibiriens.
1860 kaufte Benardaki die Aktien-Mehrheit der 1849 gegründeten Nischni Nowgoroder Maschinenfabrik Krasnoje Sormowo, in der die ersten Eisenschiffe und im Krimkrieg die Schiffe der Kaspischen Flottille gebaut worden waren. Nun wurden Dampfmaschinen, Drehmaschinen und ein Kran gebaut. Das größte Dampfschiff der Sormowo-Werft war die Lew für die Wolga-Schifffahrt. 1870 wurde der erste Siemens-Martin-Ofen in Russland aufgebaut.
Benardaki war mit Michail Alexandrowitsch Bakunin bekannt. Benardaki gründete Wohltätigkeitsstiftungen für notleidende Schüler der St. Petersburger Jungengymnasien. Für Kinder von wegen kleiner Vergehen Verurteilten schuf er einige Kolonien auf dem Lande und handwerkliche Heime. Er unterhielt Krankenhäuser und baute Kirchen in St. Petersburg, Sibirien, Baschkirien und im Ural. Er finanzierte den Bau der Universität Athen und beteiligte sich an der Finanzierung des Nationalmuseums in Athen. In St. Petersburg ließ er auf eigene Kosten von dem Architekten Roman Iwanowitsch Kusmin die griechisch-orthodoxe Kirche der griechischen Botschaft bauen, die dem Demetrios von Thessaloniki geweiht wurde. Häufig lieh er Nikolai Wassiljewitsch Gogol Geld, der ihn in den Roman Die toten Seelen als den wohltätigen Kapitalisten Kostanschoglo einfügte. Tatkräftig half Benardaki auch dem Moskauer Puschkin-Freund Pawel Woinowitsch Naschtschokin. Er  trug eine Sammlung westeuropäischer Gemälde zusammen, die er 1861 in St. Petersburg ausstellte. Er versorgte den Maler Karl Pawlowitsch Brjullow mit Aufträgen.
Benardaki besaß Mietshäuser, Grundstücke und die Gutujewski-Insel in St. Petersburg und das von Gaspare Fossati entworfene Stadtpalais am Newski-Prospekt. Er beteiligte sich an der Finanzierung des Kronstädter Sperrwerks und anderer Projekte von nationaler Bedeutung, wofür er den Orden des Heiligen Wladimir IV. und III. Klasse u. a. erhielt. Durch Beschlüsse des Regierenden Senats vom November 1850 und September 1861 gehörte Benardaki dem erblichen Adel an. 1858 erhielt er mit seiner Familie die griechische Staatsbürgerschaft.
Benardaki starb während einer Kur in Wiesbaden durch Lungenlähmung. Er wurde in St. Petersburg in der griechischen Kirche bestattet, die während der Leningrader Blockade im Deutsch-Sowjetischen Krieg von einer Bombe getroffen wurde. 1962 wurde die Ruine abgeräumt und der Bau des  Konzertsaals Oktober begonnen. Benardakis Sarkophag wurde geöffnet und geplündert. 2006 wurden auf Betreiben der Assoziation der griechischen gesellschaftlichen Vereinigungen Russlands und des Russisch-Griechischen Benardaki-Klubs mit Unterstützung der Sawwidi-Stiftung die sterblichen Überreste Benardakis im Museum des Büros für Gerichtsmedizin gefunden und dann untersucht. Nach dem Abschluss der Identifizierung am 16. Dezember 2010 wurden die sterblichen Überreste am 2. September 2011 auf den Tichwiner Friedhof umgebettet, und es wurde ein Denkmal aufgestellt.